# Juan Pablo Montoya
Juan Pablo Montoya Roldán (Bogotá, 1975. szeptember 20. –) kolumbiai autóversenyző. A CART FedEx Világsorozat 1999-es bajnoka, kétszeres Indy500 győztes, volt Formula–1-es versenyző.

## Pályafutása

### Junior és utánpótlás kategóriák
Montoya 1981-ben, hatévesen kezdett el gokartozni édesapja ösztönzésére. Kilencéves korára megnyerte a kolumbiai gyermek gokart bajnokságot. 1986-ban junior gokart bajnok lett hazájában. A következő három esztendőben számos helyi és országos bajnoki címet nyert a Komet osztályban. 1990-ben és 1991-ben ismét országos junior bajnok lett.
Montoya 1992-ben kezdett el autókkal versenyezni – előbb a Copa Formula Renault sorozatban, majd az Amerikai Egyesült Államokban a Skip Barber szériában. 1993-ban a Swift GTI bajnokságba váltott, ahol nyolc versenyből hetet megnyert. 1994-ben Montoya egyszerre három sorozat versenyein vett részt: a 125 cm³-es Sudam Gokart Bajnokságban, az amerikai Barber Saab sorozatban és a mexikói Formula N sorozatban. Utóbbiban a bajnoki címet is megszerezte.
1995-ben Európába jött és a brit Forma Vauxhall sorozatban versenyzett, amelyben a harmadik helyen végzett. 1996-ban a brit Formula–3-ban folytatta pályafutását – itt az ötödik helyet szerezte meg összetettben két futamgyőzelemmel (Donington Park, Thruxton). A Forma-3-as Marlboro Masters versenyen ugyanebben a szezonban negyedik lett, a Makaói Világkupán pedig kiesett.
1997-ben Montoya bekerült a nemzetközi Forma–3000-es sorozatba, amelyet a Formula–1 „előszobájának” tartottak. Első szezonjában az RSM Marko csapattal második lett a brazil Ricardo Zonta mögött. Egy évvel később a Super Nova csapattal – azzal az istállóval, amellyel egy évvel korábban Zonta is diadalmaskodott – megnyerte a bajnokságot. Legnagyobb riválisa a West Competition versenyzője, Nick Heidfeld volt.
Montoya ekkor került először kapcsolatba a Formula–1-gyel. Képességeire és eredményeire felfigyelt Frank Williams, a Williams istálló csapatfőnök-tulajdonosa és többéves szerződést írt vele alá, melynek értelmében már a Forma-3000-ben és később a CART-ban is finanszírozta Montoya pályafutását, valamint egyengette útját a Formula–1-be.

### CART
Az 1999-es szezonra azonban Frank Williams még az 1998-as CART bajnokot, Alessandro Zanardit szerződtette le Formula–1-es csapatába, Montoyát pedig elküldte Zanardi helyére a CART sorozatban szereplő Chip Ganassi csapathoz tapasztalatokat gyűjteni.
A Reynard kasztnival és Honda motorral szerelt autóval Montoya rögtön első évében megnyerte a CART bajnokságot – ez előtte csak az 1992-es Formula–1-es világbajnoknak, Nigel Mansellnek sikerült. A maga 24 évével ráadásul a sorozat legfiatalabb bajnoka is lett egyben (a bajnoki cím mellé így természetesen megkapta az „Év Újonca” kitüntetést is). Az évad során legnagyobb ellenfele a skót Dario Franchitti volt – a szezon végén mindketten azonos pontszámmal végeztek és Montoya több (7) futamgyőzelme döntött a kolumbiai mellett.
2000-ben a Chip Ganassi csapat motort és kasztnit váltott (Toyota, valamint Lola), ám ez a csomag csak ovál-pályákon és gyors pályákon volt jó, a szűk, utcai pályákon kevésbé. Montoya így a szezon végén csak kilencedik lett a bajnokságban, ám egy nagy sikert így is elkönyvelhetett a szezonban: megnyerte a híres Indy 500-as versenyt, amelyen először indult.

### A Formula–1-ben

#### Williams

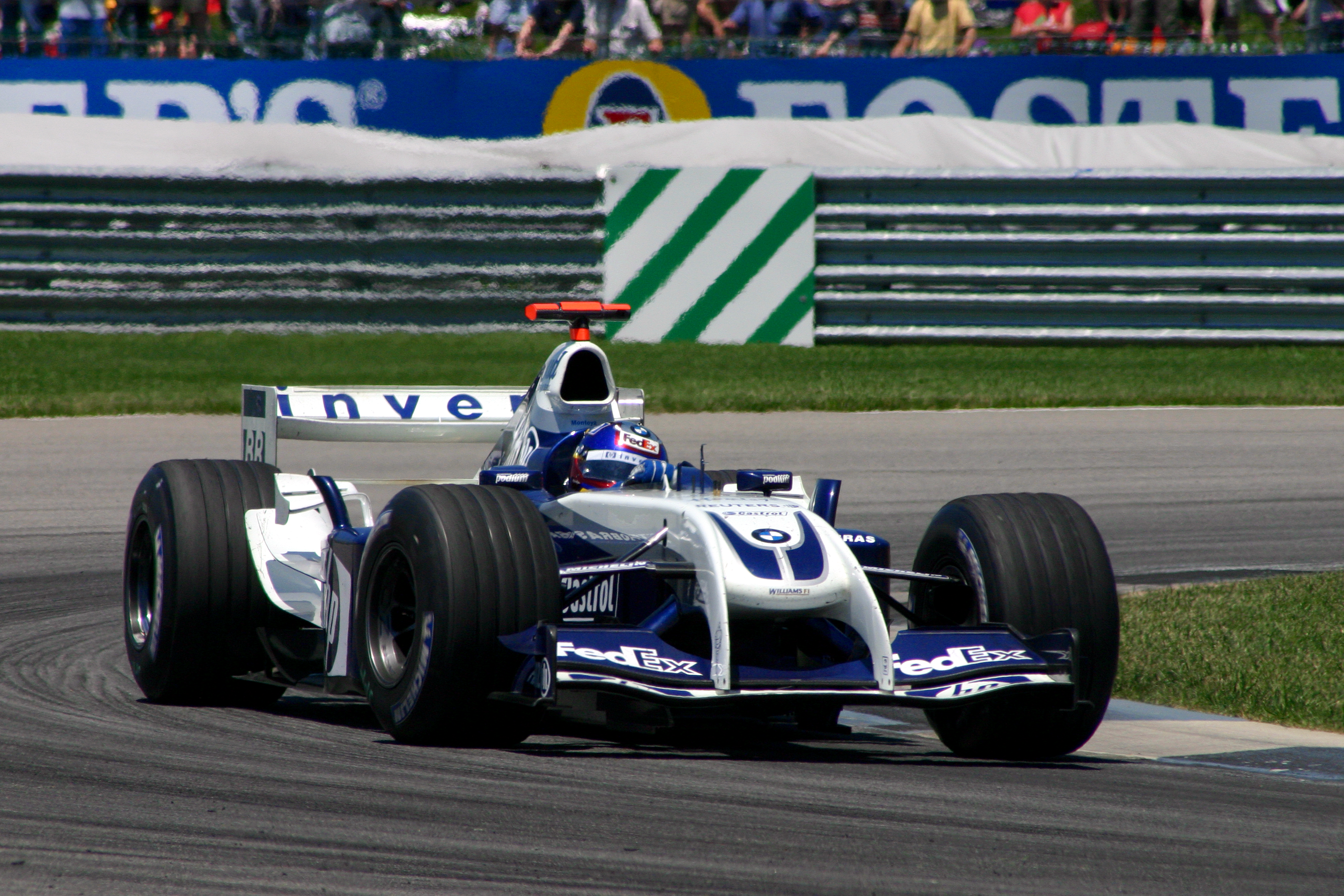
Montoya 2004-ben, a Williamsszel

Montoya 2001-ben debütált a Formula–1-ben a BMW-Williams csapat színeiben. Már harmadik versenyén, a brazíliai Interlagosban felhívta magára a figyelmet, amikor a célegyenes végi féktávon egy merész előzéssel maga mögé utasította a versenyben vezető Michael Schumachert. Ezt követően a 34. körig vezette a futamot, ekkor Jos Verstappen egy lekörözés alkalmával hátulról nekiment és kilökte őt a pályáról. A dobogóra a spanyol gp-n állhatott fel első alkalommal. Egy futammal később kikergette Schumachert a kavicságyba és ezzel elkezdődött a kettejük közötti adok-kapok, ami az elkövetkezendő években is izgalmat hozott a Forma 1-be. Első futamgyőzelmére a szezon 15. versenyén, az olasz nagydíjon került sor. Montoya első Formula–1-es szezonjában 31 pontot és 1 pole-pozíciót szerzett és a hatodik helyen végzett.
2002-ben ugyan futamot nem tudott nyerni, ám hét alkalommal szerzett pole-pozíciót és megszerezte a világbajnoki pontverseny harmadik helyét a két Ferrari-pilóta, Michael Schumacher és Rubens Barrichello mögött. Montoya összesen 50 pontot gyűjtött ebben az évben.
2003-ban hármas csata alakult ki a világbajnoki címért a Ferrari (Michael Schumacher), a McLaren-Mercedes (Kimi Räikkönen) és a Williams (Montoya) között. Montoya két futamot nyert (Monaco, Hockenheim) és az amerikai nagydíjig versenyben volt a végső diadalért, ám ott egy vezetői hiba (ütközés Barrichellóval) és egy büntetés következtében elszálltak matematikai esélyei. 82 pontjával a kolumbiai pilóta ismét a harmadik helyet szerezte meg a világbajnokságban Schumacher és Räikkönen mögött.
Montoyának ugyanebben a szezonban megromlott a viszonya a Williams csapattal, mivel a pilóta úgy érezte, hogy előnyben részesítik csapattársát, Ralf Schumachert. A kolumbiai ezért felvette a kapcsolatot a McLaren istállóval és rövidesen alá is írt velük egy a 2005-ös szezontól érvényes szerződést.
A 2004-es szezonnak tehát Montoya már úgy vágott neki, hogy tudta: az az utolsó éve lesz a Williamsnél. Montoya egy versenyt nyert – a szezon utolsó futamát, a brazil nagydíjat –, s a világbajnoki pontverseny ötödik helyével (58 pont) búcsúzott a csapattól.

#### McLaren

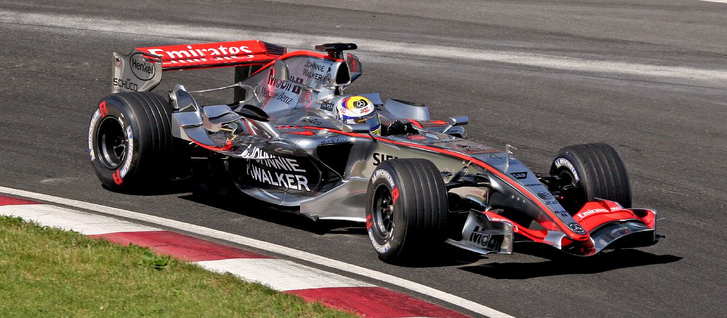
A 2006-os kanadai nagydíjon a McLarennel

A McLaren-Mercedesnél Montoya Kimi Räikkönen csapattársa lett, aki 2002-től volt a wokingi istálló versenyzője. Az első két versenyen Montoya egy hatodik, illetve egy negyedik helyet szerzett, majd két versenyt kihagyni kényszerült amiatt, mert teniszezés közben megsérült a válla. Néhány pletyka szerint Montoya valójában motorozás közben sérült meg.
Montoya a brit nagydíjon aratta első futamgyőzelmét a McLarennel, ám ekkor csapattársa, Kimi Räikkönen már messze elhúzott tőle a pontversenyben, így Montoyának többször is őt kellett segítenie – így például a belga nagydíjon.
A kolumbiai további két futamot nyert a szezon során (Monza, Interlagos) és 60 ponttal a világbajnoki pontverseny negyedik helyén végzett.
2005 decemberében a McLaren váratlanul bejelentette, hogy 2007-től Fernando Alonso fogja vezetni egyik autójukat. Ron Dennis, csapatfőnök már ekkor tájékoztatta Montoyát arról, hogy a csapat kívánsága az, hogy Räikkönen maradjon a másik autóban, így Montoya csak harmadik választás lehet – abban az esetben, ha a finn versenyző másik csapathoz szerződne.
A kolumbiai versenyző viszonya innentől kezdve hűvössé vált a McLarennel és a helyzet Montoya moráljának sem tett jót. A 2006-os szezonban, az amerikai nagydíjig Montoya kétszer állhatott fel a dobogóra (harmadik hely Imolában és második Monacóban), egyébként felejthető teljesítményt nyújtott – hozzá kell tenni azonban, hogy a McLaren messze volt a 2005-ben mutatott formájától, s Räikkönen is csak ritkán került dobogóra, vagy annak közelébe. Mindazonáltal a finn pilóta ismét rendszeresen jobban teljesített Montoyánál.
Az amerikai nagydíjon Montoya azzal vonta magára csapata haragját, hogy a rajt után egy olyan balesetet okozott, amelyben csapattársa is kiesett.
Egy héttel később, 2006. július 9-én Montoya váratlanul bejelentette, hogy a szezon végén elhagyja a Formula–1-et és 2007-től az amerikai NASCAR-sorozatban folytatja pályafutását. Döntését azzal indokolta, hogy egy idő óta már nem érezte jól magát a Formula–1-ben, amelyről úgy tartja, hogy a csúcstechnológia és a kemény versenyzés túlzott kritikája nem engedi kibontakozni a versenyzőket. A másik ok az volt, hogy a családjával Miamiban élő Montoya megelégelte a Formula–1-es versenyzéssel járó hosszú utazásokat. Mint mondta:  "A NASCAR-ban minden helyszínt elérek három óra alatt miami otthonomból."
Július 11-én újabb meglepő fordulat jött: a McLaren arról adott ki közleményt, hogy a kolumbiai versenyzővel közös megegyezéssel azonnali hatállyal felbontották szerződésüket, így Montoya már a soron következő francia nagydíjon sem vett részt. Helyét a szezon hátralévő részére a csapat tesztpilótája, Pedro de la Rosa vette át.

### IndyCar

#### 2014–2016

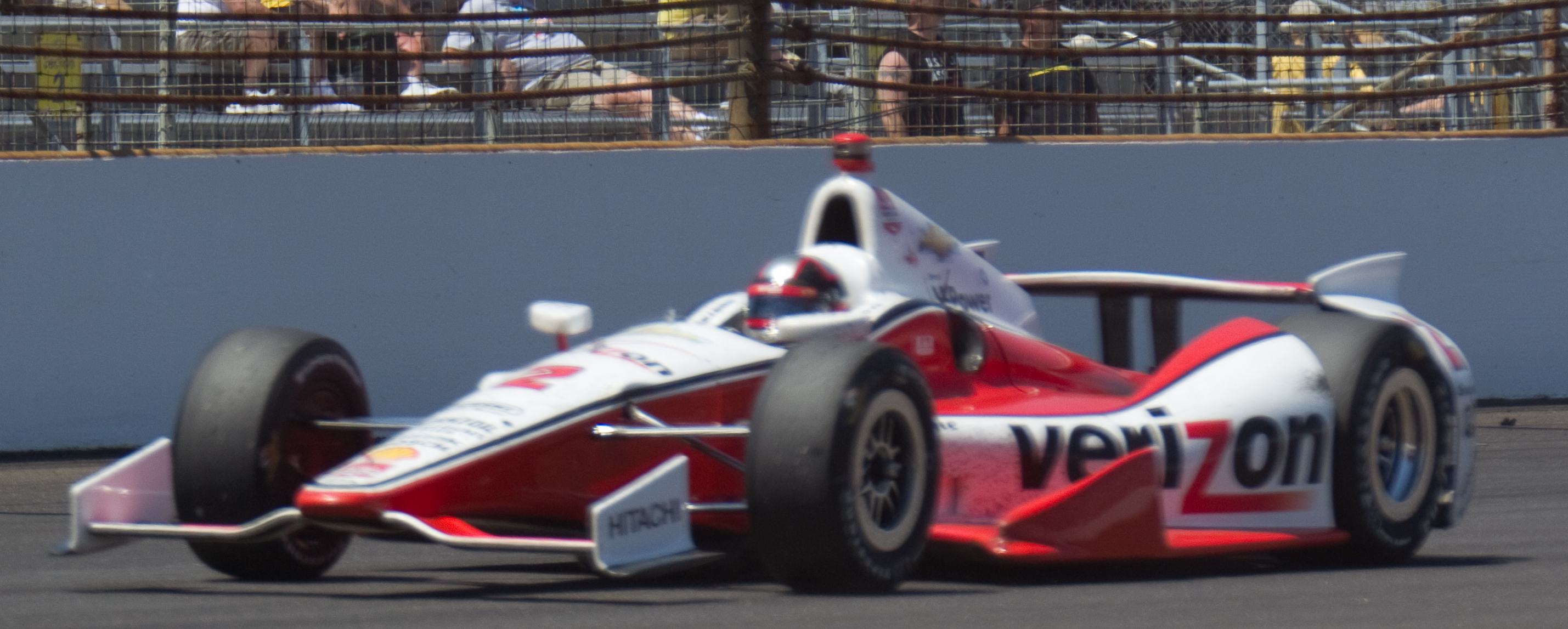
Montoya a Team Penske autójában a 2014-es Indy500-on.

2013 augusztusában közölték vele, hogy az Earnhardt Ganassi Racing nem újítja meg szerződését a 2014-es NASCAR Sprint Cup Series-szezonra. Tárgyalásokat kezdett a Andretti Autosporttal arról, hogy az IndyCar-ban indulna. Végül aláírt az alakulathoz 2014-re. Az előző nyár óta leadott 20 kg-ot, módosította edzésprogramját, hogy növelje erőnlétét és megbirkózzon a nyíltkerekű autóversenyzés követelményeivel, amivel újra meg kellett ismerkednie.
A #2-es számú Dallara DW12-Chevrolet autót vezette. Jól teljesített az ovális pályákon, de rosszabbul ment az országúti- és épített pályákon, mivel hiányzott a szezon előtti tesztelés a Firestone alternatív piros keverékű abroncsán. A szezon első tíz versenyén ötször végzett a legjobb tíz között, beleértve a második helyét a Houston nagydíjon. A pole-ba kvalifikálta magát a Pocono IndyCar 500-on, és megelőzte Tony Kanaant négy körrel a vége előtt, így megnyerte az IndyCar történetének leggyorsabb 500 mérföldes versenyét 202,402 mph (325,734 km/h) átlagsebességgel, és közel 14 év óta az első IndyCar-győzelmét szerezte. Összesítésben 586 ponttal a 4. lett.

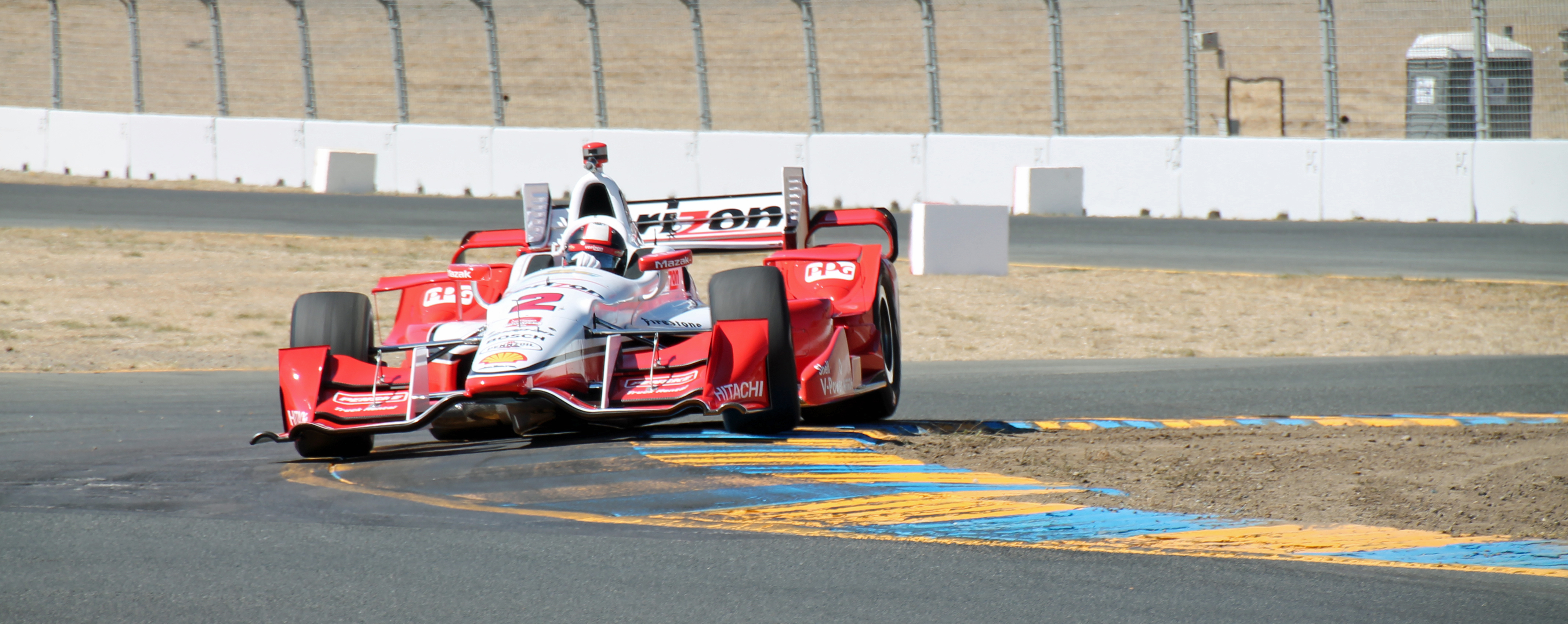
Montoya 2015-ben.

A 2015-ös évadban is folytatta a Penske csapatánál. Negyedikként rajtolt, és vezette az utolsó 27 kört a szezonnyitó St. Petersburg-i Firestone Grand Prix-n, amikor átvette a vezetést csapattársa, Will Power ellenében, és megnyerte a futamot. A NOLA Motorsports Parkban pole-pozíciót szerzett, majd 31 körrel a bokszkiállások előtt vezetett, de két óvatossági szakasszal az ötödik helyre esett vissza. Ezután a harmadik helyen végzett a Toyota Long Beach-i és az Indianapolisi nagydíjon. Power és Scott Dixon ellen küzdött a győzelemért az Indy500 utolsó köreiben végül három körrel a vége előtt megelőzte Powert és életében másodszor megnyerte az Indianapolis 500-at. Ezt követően a következő hat fordulóban folyamatosan az első tízben végzett. Egy felfüggesztés meghibásodás miatti Iowában balesetezett, és a 24. helyre esett hátra, de megőrizte a pontelőnyét a bajnokságban. A Pocono-i harmadik helyével egyike lett annak a hat versenyzőnek, akik még jogosultak voltak a bajnoki címre a szezonzáró sonomai GoPro Grand Prix-n. A Powerrel való ütközést követően a hatodik helyen végzett, és ugyanannyi ponttal zárta a szezont, mint Dixon (556), de a trófeát elveszítette Dixonnal szemben, aki három futamot nyert, szemben Montoya kettő sikerével.
2016-ra átlagos kvalifikációs teljesítménye visszaesett az előzőekhez képest, azonban időnként gyorsabban futott egy-egy verseny során, gyenge kvalifikáció után. Harmadikként rajtolt, és a nyitó Firestone Grand Prix 110 köréből 44-en vezetett, majd csapattársát, Simon Pagenaudot megelőzve nyert. Harmadikként startolt, és 56 kört vezetett a Desert Diamond West Valley Phoenix nagydíjon, amikor egy defektes gumi miatt korai kiállásra kényszerült, így csupán a kilencediknek intették le, így Pagenaud a bajnokság élére került. Még három TOP10-et szerzett. Az Indianapolis 500-on egy korai ütközés után a 33. helyen rangsorolták, így ponthátrányba került. Öt legjobb tízessel zárta a szezont, és 433 ponttal a harmadik helyet szerezte meg Sonomában. A végelszámolásban 8. lett a versenyzők ranglistáján.

#### 2017–2022
2016 júliusában közölték vele, hogy a Penskénél nem számítanak rá a továbbiakban a teljes szezonban, viszont helyet kapott a Penske ötödik indulójaként a 2017-es Indianapolis 500-ra, de emellett elkezdett tárgyalni a Chip Ganassi Racing, az Ed Carpenter Racing, az A. J. Foyt Racing és az vagy Andretti Autosport csapataival egy teljes éves szerződésért. Végül nem jutott megállapodásra más csapatokkal, és a Penskénél maradt az Indianapolis 500-on. Benevezték az IndyCar nagydíjra és az Indianapolis 500-ra is 2017-ben. Az Indianapolis 500-on pedig a hatodik helyen végzett, annak ellenére, hogy egy bokszkiállás előtt kifogyott az üzemanyagból.
Az IndyCar vezetősége őt választotta a Chevrolet hivatalos tesztpilótájának a Dallara univerzális aerodinamikai készlet tesztelésére az Indianapolis Motor Speedway-en, a Mid-Ohio Sports Car Course-on, az Iowa Speedway-n, valamint a Sebring International Raceway-en. Az eredeti tervek szerint 2018-as Indianapolis 500-on a Schmidt Peterson Motorsportsnál vezetett volna, de Roger Penske megvétózta a megállapodást. Ezen kívül tárgyalt a McLaren vezérigazgatójával, Zak Brownnal arról, hogy csapatában versenyezhet a 2019-es Indianapolis 500-on, de ezt nem tudta megtenni, mivel élő kontraktusa  volt a Team Penskével.
Az Arrow McLaren SP #86-os Dallara-Chevrolet harmadik autóját vezette a 2021-es IndyCar sorozatban a GMR nagydíjon és az Indianapolis 500-on. Mindkét versenyen a legjobb 20-on kívül kvalifikálta magát, és a 21., illetve a 9. helyen végzett a futamokon. Egy évvel később, 2022-ben a #6-os számú Arrow McLaren SP autót vezette a GMR nagydíjon és az Indianapolis 500-on. Balesetet követően a 24. helyen végzett a heves időjárással tarkított GMR nagydíjon, az Indianapolis 500-on pedig a 11. helyen végzett a 30. rajthelye után.

## Magánélete
Montoya nős ember, 2002. október 26-án vette el Connie Freydell (szül.: 1978. február 19., Medellín / Kolumbia) kolumbiai jogászt. Három gyermekük van: Sebastian 2005. április 11-én, Paulina 2006. szeptember 11-én, Manuela 2010. július 19-én született.

## Becenevei
Juan Pablo Montoya beceneve a "Juancho", illetve "Monty".

## Eredményei

### Teljes CART eredménysorozata
| Év   | Csapat  | Kasztni | Motor  | 1      | 2      | 3      | 4     | 5     | 6      | 7      | 8      | 9     | 10     | 11     | 12     | 13     | 14     | 15     | 16    | 17    | 18     | 19     | 20     | Helyezés | Pont |
| ---- | ------- | ------- | ------ | ------ | ------ | ------ | ----- | ----- | ------ | ------ | ------ | ----- | ------ | ------ | ------ | ------ | ------ | ------ | ----- | ----- | ------ | ------ | ------ | -------- | ---- |
| 1999 | Ganassi | Reynard | Honda  | MIA 10 | MOT 13 | LBH 1  | NAZ 1 | RIO 1 | GAT 11 | MIL 10 | POR 2  | CLE 1 | ROA 13 | TOR Ki | MIC 2  | DET 17 | MDO 1  | CHI 1  | VAN 1 | LAG 8 | HOU Ki | SUR Ki | FON 4  | 1.       | 212  |
| 2000 | Ganassi | Lola    | Toyota | MIA Ki | LBH Ki | RIO Ki | MOT 7 | NAZ 4 | MIL 1  | DET Ki | POR Ki | CLE 6 | TOR Ki | MIC 1  | CHI 12 | MDO Ki | ROA Ki | VAN Ki | LAG 6 | GAT 1 | HOU 2  | SUR Ki | FON 10 | 9.       | 126  |

### Teljes Formula–1-es eredménysorozata
(Táblázat értelmezése)

(Félkövér: pole-pozícióból indult; dőlt: leggyorsabb kört futott) 

| Év   | Csapat   | 1      | 2      | 3      | 4      | 5      | 6      | 7      | 8       | 9       | 10     | 11    | 12     | 13     | 14     | 15     | 16     | 17    | 18     | 19     | Helyezés | Pont |
| ---- | -------- | ------ | ------ | ------ | ------ | ------ | ------ | ------ | ------- | ------- | ------ | ----- | ------ | ------ | ------ | ------ | ------ | ----- | ------ | ------ | -------- | ---- |
| 2001 | Williams | AUS Ki | MAL Ki | BRA Ki | SMR Ki | ESP 2  | AUT Ki | MON Ki | CAN Ki  | EUR 2   | FRA Ki | GBR 4 | GER Ki | HUN 8  | BEL Ki | ITA 1  | USA Ki | JPN 2 |        |        | 6.       | 31   |
| 2002 | Williams | AUS 2  | MAL 2  | BRA 5  | SMR 4  | ESP 2  | AUT 3  | MON Ki | CAN Ki  | EUR Ki  | GBR 3  | FRA 4 | GER 2  | HUN 11 | BEL 3  | ITA Ki | USA 4  | JPN 4 |        |        | 3.       | 50   |
| 2003 | Williams | AUS 2  | MAL 12 | BRA Ki | SMR 7  | ESP 4  | AUT Ki | MON 1  | CAN 3   | EUR 2   | FRA 2  | GBR 2 | GER 1  | HUN 3  | ITA 2  | USA 6  | JPN Ki |       |        |        | 3.       | 82   |
| 2004 | Williams | AUS 5  | MAL 2  | BHR 13 | SMR 3  | ESP Ki | MON 4  | EUR 8  | CAN Kiz | USA Kiz | FRA 8  | GBR 5 | GER 5  | HUN 4  | BEL Ki | ITA 5  | CHN 5  | JPN 7 | BRA 1  |        | 5.       | 58   |
| 2005 | McLaren  | AUS 6  | MAL 4  | BHR    | SMR    | ESP 7  | MON 5  | EUR 7  | CAN Kiz | USA Ni  | FRA Ki | GBR 1 | GER 2  | HUN Ki | TUR 3  | ITA 1  | BEL 14 | BRA 1 | JPN Ki | CHN Ki | 4.       | 60   |
| 2006 | McLaren  | BHR 5  | MAL 4  | AUS Ki | SMR 3  | EUR Ki | ESP Ki | MON 2  | GBR 6   | CAN Ki  | USA Ki | FRA   | GER    | HUN    | TUR    | ITA    | CHN    | JPN   | BRA    |        | 8.       | 26   |

### Teljes NASCAR Sprint Cup eredménysorozata
| Év   | Csapat                   | Motor | 1      | 2      | 3      | 4      | 5      | 6      | 7      | 8      | 9      | 10     | 11     | 12     | 13     | 14     | 15     | 16     | 17     | 18     | 19     | 20      | 21     | 22     | 23     | 24     | 25     | 26     | 27     | 28     | 29     | 30     | 31     | 32     | 33     | 34     | 35     | 36     | Hely. | Pont |
| ---- | ------------------------ | ----- | ------ | ------ | ------ | ------ | ------ | ------ | ------ | ------ | ------ | ------ | ------ | ------ | ------ | ------ | ------ | ------ | ------ | ------ | ------ | ------- | ------ | ------ | ------ | ------ | ------ | ------ | ------ | ------ | ------ | ------ | ------ | ------ | ------ | ------ | ------ | ------ | ----- | ---- |
| 2006 | Chip Ganassi Racing      | Dodge | DAY    | CAL    | LVS    | ATL    | BRI    | MAR    | TEX    | PHO    | TAL    | RCH    | DAR    | CLT    | DOV    | POC    | MCH    | SON    | DAY    | CHI    | NHA    | POC     | IND    | GLN    | MCH    | BRI    | CAL    | RCH    | NHA    | DOV    | KAN    | TAL    | CLT    | MAR    | ATL    | TEX    | PHO    | HOM 34 | 69.   | 61   |
| 2007 | Chip Ganassi Racing      | Dodge | DAY 19 | CAL 26 | LVS 22 | ATL 5  | BRI 32 | MAR 16 | TEX 8  | PHO 33 | TAL 31 | RCH 26 | DAR 23 | CLT 28 | DOV 31 | POC 20 | MCH 43 | SON 1  | NHA 19 | DAY 32 | CHI 15 | IND 2   | POC 16 | GLN 39 | MCH 26 | BRI 17 | CAL 33 | RCH 41 | NHA 23 | DOV 10 | KAN 28 | TAL 15 | CLT 37 | MAR 8  | ATL 34 | TEX 25 | PHO 17 | HOM 15 | 20.   | 3487 |
| 2008 | Chip Ganassi Racing      | Dodge | DAY 32 | CAL 20 | LVS 19 | ATL 16 | BRI 15 | MAR 13 | TEX 19 | PHO 16 | TAL 2  | RCH 32 | DAR 23 | CLT 30 | DOV 12 | POC 38 | MCH 38 | SON 6  | NHA 32 | DAY 38 | CHI 18 | IND 38  | POC 40 | GLN 4  | MCH 25 | BRI 19 | CAL 20 | RCH 31 | NHA 17 | DOV 39 | KAN 20 | TAL 25 | CLT 34 | MAR 14 | ATL 40 | TEX 43 | PHO 17 | HOM 17 | 25.   | 3329 |
| 2009 | Earnhardt Ganassi Racing | Chevy | DAY 14 | CAL 11 | LVS 31 | ATL 27 | BRI 9  | MAR 12 | TEX 7  | PHO 24 | TAL 20 | RCH 10 | DAR 20 | CLT 8  | DOV 30 | POC 8  | MCH 6  | SON 6  | NHA 12 | DAY 9  | CHI 10 | IND 11* | POC 2  | GLN 6  | MCH 19 | BRI 25 | ATL 3  | RCH 19 | NHA 3* | DOV 4  | KAN 4  | CAL 3  | CLT 35 | MAR 3  | TAL 19 | TEX 37 | PHO 8  | HOM 38 | 8.    | 6252 |
| 2010 | Earnhardt Ganassi Racing | Chevy | DAY 10 | CAL 37 | LVS 37 | ATL 3  | BRI 26 | MAR 36 | PHO 5  | TEX 34 | TAL 3  | RCH 6  | DAR 5  | DOV 35 | CLT 38 | POC 8  | MCH 13 | SON 10 | NHA 34 | DAY 27 | CHI 16 | IND 32* | POC 16 | GLN 1* | MCH 7  | BRI 7  | ATL 9  | RCH 7  | BHA 16 | DOV 14 | KAN 29 | CAL 14 | CLT 11 | MAR 19 | TAL 3  | TEX 28 | PHO 16 | HOM 35 | 17.   | 4118 |
| 2011 | Earnhardt Ganassi Racing | Chevy | DAY 6  | PHO 19 | LVS 3  | BRI 24 | CAL 10 | MAR 4  | TEX 13 | TAL 30 | RCH 29 | DAR 23 | DOV 32 | CLT 12 | KAN 17 | POC 7  | MCH 30 | SON 22 | DAY 9  | KEN 15 | NHA 30 | IND 28  | POC 32 | GLN 7  | MCH 25 | BRI 19 | ATL 15 | RCH 15 | CHI 14 | NHA 9  | DOV 22 | KAN 23 | CLT 14 | TAL 23 | MAR 22 | TEX 18 | PHO 15 | HOM 31 | 21.   | 932  |
| 2012 | Earnhardt Ganassi Racing | Chevy | DAY 36 | PHO 11 | LVS 25 | BRI 8  | CAL 17 | MAR 21 | TEX 16 | KAN 12 | RCH 12 | TAL 32 | DAR 24 | CLT 20 | DOV 28 | POC 17 | MCH 8  | SON 34 | KEN 14 | DAY 28 | NHA 25 | IND 21  | POC 20 | GLN 33 | MCH 26 | BRI 13 | ATL 21 | RCH 20 | CHI 23 | NHA 22 | DOV 26 | TAL 38 | CLT 19 | KAN 16 | MAR 20 | TEX 34 | PHO 12 | HOM 28 | 22.   | 810  |
| 2013 | Earnhardt Ganassi Racing | Chevy | DAY 39 | PHO 12 | LVS 19 | BRI 30 | CAL 38 | MAR 26 | TEX 20 | KAN 27 | RCH 4  | TAL 25 | DAR 8  | CLT 18 | DOV 2  | POC 14 | MCH 20 | SON 34 | KEN 16 | DAY 39 | NHA 24 | IND 9   | POC 28 | GLN 5  | MCH 11 | BRI 3  | ATL 7  | RCH 16 | CHI 32 | NHA 19 | DOV 23 | KAN 18 | CLT 12 | TAL 41 | MAR 13 | TEX 20 | PHO 6  | HOM 18 | 21.   | 894  |
| 2014 | Team Penske              | Ford  | DAY    | PHO    | LVS    | BRI    | CAL    | MAR    | TEX    | DAR    | RCH    | TAL    | KAN    | CLT    | DOV    | POC    | MCH 18 | SON    | KEN    | DAY    | NHA    | IND 23  | POC    | GLN    | MCH    | BRI    | ATL    | RCH    | CHI    | NHA    | DOV    | KAN    | CLT    | TAL    | MAR    | TEX    | PHO    | HOM    | 48.   | 47   |

##### Daytona 500
| Év   | Csapat                   | Motor     | Rajthely | Eredmény |
| ---- | ------------------------ | --------- | -------- | -------- |
| 2007 | Chip Ganassi Racing      | Dodge     | 36       | 19       |
| 2008 | Chip Ganassi Racing      | Dodge     | 15       | 32       |
| 2009 | Earnhardt Ganassi Racing | Chevrolet | 8        | 14       |
| 2010 | Earnhardt Ganassi Racing | Chevrolet | 8        | 10       |
| 2011 | Earnhardt Ganassi Racing | Chevrolet | 13       | 6        |
| 2012 | Earnhardt Ganassi Racing | Chevrolet | 35       | 36       |
| 2013 | Earnhardt Ganassi Racing | Chevrolet | 7        | 39       |

### Teljes IndyCar eredménylistája
| Év   | Csapat                     | 1      | 2     | 3      | 4      | 5      | 6       | 7      | 8      | 9     | 10     | 11     | 12     | 13     | 14     | 15     | 16    | 17    | 18    | Helyezés | Pont |
| ---- | -------------------------- | ------ | ----- | ------ | ------ | ------ | ------- | ------ | ------ | ----- | ------ | ------ | ------ | ------ | ------ | ------ | ----- | ----- | ----- | -------- | ---- |
| 2000 | Target Chip Ganassi Racing | WDW    | PHX   | LVS    | ALA    | INDY 1 | TXS     | PPIR   | ATL    | KTY   | TXS    |        |        |        |        |        |       |       |       | 25.      | 54   |
| 2014 | Team Penske                | STP 15 | LBH 4 | ALA 21 | IMS 16 | INDY 5 | DET 12  | DET 13 | TXS 3  | HOU 2 | HOU 7  | POC 1  | IOW 16 | TOR 18 | TOR 19 | MDO 11 | MIL 2 | SNM 5 | FON 4 | 4.       | 586  |
| 2015 | Team Penske                | STP 1  | NLA 5 | LBH 3  | ALA 14 | IMS 3  | INDY 1  | DET 10 | DET 10 | TXS 4 | TOR 7  | FON 4  | MIL 4  | IOW 24 | MDO 11 | POC 3  | SNM 6 |       |       | 2.       | 556  |
| 2016 | Team Penske                | STP 1  | PHX 9 | LBH 4  | ALA 5  | IMS 8  | INDY 33 | DET 3  | DET 20 | ROA 7 | IOW 20 | TOR 20 | MDO 11 | POC 8  | TXS 9  | WGL 13 | SNM 3 |       |       | 8.       | 433  |
| 2017 | Team Penske                | STP    | LBH   | ALA    | PHX    | IMS 10 | INDY 6  | DET    | DET    | TXS   | ROA    | IOW    | TOR    | MDO    | POC    | GTW    | WGL   | SNM   |       | 24.      | 93   |
| 2021 | Arrow McLaren SP           | ALA    | STP   | TXS    | TXS    | IMS 21 | INDY 9  | DET    | DET    | ROA   | MDO    | NSH    | IMS    | GTW    | POR    | LAG    | LBH   |       |       | 31.      | 53   |
| 2022 | Arrow McLaren SP           | STP    | TXS   | LBH    | ALA    | IMS 24 | INDY 11 | DET    | ROA    | MDO   | TOR    | IOW    | IOW    | IMS    | NSH    | GTW    | POR   | LAG   |       | 31.      | 44   |

#### Indianapolis 500
| Év   | Kasztni | Motor      | Rajthely | Eredmény | Csapat              |
| ---- | ------- | ---------- | -------- | -------- | ------------------- |
| 2000 | G-Force | Oldsmobile | 2        | 1        | Chip Ganassi Racing |
| 2014 | Dallara | Chevrolet  | 10       | 5        | Team Penske         |
| 2015 | Dallara | Chevrolet  | 15       | 1        | Team Penske         |
| 2016 | Dallara | Chevrolet  | 17       | 33       | Team Penske         |
| 2017 | Dallara | Chevrolet  | 18       | 6        | Team Penske         |
| 2021 | Dallara | Chevrolet  | 24       | 9        | Arrow McLaren SP    |
| 2022 | Dallara | Chevrolet  | 30       | 11       | Arrow McLaren SP    |

### Teljes IMSA eredménysorozata
| Év   | Csapat                | Osztály | Kasztni      | Motor                       | 1      | 2      | 3     | 4     | 5     | 6     | 7      | 8     | 9     | 10     | Helyezés | Pont |
| ---- | --------------------- | ------- | ------------ | --------------------------- | ------ | ------ | ----- | ----- | ----- | ----- | ------ | ----- | ----- | ------ | -------- | ---- |
| 2017 | Team Penske           | P       | Oreca 07     | Gibson GK428 4.2 L V8       | DAY    | SEB    | LBH   | COA   | DET   | WGL   | MOS    | ELK   | LGA   | PET 3  | 30.      | 30   |
| 2018 | Acura Team Penske     | P       | Acura ARX-05 | Acura AR35TT 3.5 L Turbo V6 | DAY 10 | SEB 14 | LBH 5 | MDO 2 | DET 3 | WGL 3 | MOS 10 | ELK 5 | LGA 3 | PET 13 | 5.       | 251  |
| 2019 | Acura Team Penske     | DPi     | Acura ARX-05 | Acura AR35TT 3.5 L Turbo V6 | DAY 6  | SEB 9  | LBH 3 | MDO 1 | DET 1 | WGL 3 | MOS 3  | ELK 2 | LGA 1 | PET 4  | 1.       | 302  |
| 2020 | Acura Team Penske     | DPi     | Acura ARX-05 | Acura AR35TT 3.5 L Turbo V6 | DAY 4  | DAY 4  | SEB 6 | ELK 8 | ATL 6 | MDO 7 | PET 3  | LGA 2 | SEB 2 |        | 6.       | 247  |
| 2021 | MSR w/ Curb-Agajanian | DPi     | Acura ARX-05 | Acura AR35TT 3.5 L Turbo V6 | DAY 4  | SEB 3  | MDO   | DET   | WGL   | WGL   | ELK    | LGA   | LBH   | PET 6  | 14.      | 912  |
| 2022 | DragonSpeed - 10 Star | LMP2    | Oreca 07     | Gibson GK428 V8             | DAY    | SEB 8  | LGA 3 | MDO 1 | WGL 5 | ELK 6 | PET 2  |       |       |        | 4.       | 1878 |
| 2023 | Rick Ware Racing      | LMP2    | Oreca 07     | Gibson GK428 4.2 L V8       | DAY    | SEB    | LGA 5 | WGL   | ELK   | IMS   | PET    |       |       |        | 26.      | 286  |

### Daytonai 24 órás autóverseny
| Év   | Csapat                     | Csapattárs                                  | Autó           | Kategória | Kör | Összetett Helyezés | Kategória Helyezés |
| ---- | -------------------------- | ------------------------------------------- | -------------- | --------- | --- | ------------------ | ------------------ |
| 2007 | Telmex Chip Ganassi Racing | Scott Pruett Salvador Durán                 | Riley Mk. XI   | DP        | 668 | 1.                 | 1.                 |
| 2008 | Telmex Chip Ganassi Racing | Scott Pruett Memo Rojas Dario Franchitti    | Riley Mk. XI   | DP        | 695 | 1.                 | 1.                 |
| 2009 | Telmex Chip Ganassi Racing | Scott Pruett Memo Rojas                     | Riley Mk. XX   | DP        | 735 | 2.                 | 2.                 |
| 2010 | Chip Ganassi Racing        | Scott Dixon Jamie McMurray Dario Franchitti | Riley Mk. XI   | DP        | 249 | Kiesett            | Kiesett            |
| 2011 | Chip Ganassi Racing        | Scott Dixon Jamie McMurray Dario Franchitti | Riley Mk. XX   | DP        | 721 | 2.                 | 2.                 |
| 2012 | Chip Ganassi Racing        | Scott Dixon Jamie McMurray Dario Franchitti | Riley Mk. XXVI | DP        | 760 | 4.                 | 4.                 |
| 2018 | Acura Team Penske          | Dane Cameron Simon Pagenaud                 | Acura ARX-05   | P         | 793 | 10.                | 10.                |
| 2019 | Acura Team Penske          | Dane Cameron Simon Pagenaud                 | Acura ARX-05   | DPi       | 576 | 6.                 | 8.                 |
| 2020 | Acura Team Penske          | Dane Cameron Simon Pagenaud                 | Acura ARX-05   | DPi       | 828 | 4.                 | 4.                 |
| 2021 | MSR w/Curb-Agajanian       | Dane Cameron Olivier Pla                    | Acura ARX-05   | DPi       | 51  | 4.                 | 4.                 |

### Le Mans-i 24 órás autóverseny
| Év   | Csapat            | Csapattárs                 | Autó                  | Kategória   | Kör | Összetett Helyezés | Kategória Helyezés |
| ---- | ----------------- | -------------------------- | --------------------- | ----------- | --- | ------------------ | ------------------ |
| 2018 | United Autosports | Hugo de Sadeleer Will Owen | Ligier JS P217-Gibson | LMP2        | 365 | 7.                 | 3.                 |
| 2020 | DragonSpeed USA   | Timothé Buret Memo Rojas   | Oreca 07-Gibson       | LMP2        | 192 | Kiesett            | Kiesett            |
| 2021 | DragonSpeed USA   | Henrik Hedman Ben Hanley   | Oreca 07-Gibson       | LMP2        | 356 | 15.                | 10.                |
| 2021 | DragonSpeed USA   | Henrik Hedman Ben Hanley   | Oreca 07-Gibson       | LMP2 Pro-Am | 356 | 15.                | 1.                 |